# Суперфунд (футбольний клуб)
Футбольний клуб «Суперфунд» (нім. Fußballclub Superfund) — колишній австрійський футбольний клуб з Пашинга, що існував у 1946—2007 роках. Виступав у Бундеслізі. Домашні матчі приймав на стадіоні «Вальдштадіон», місткістю 7 870 глядачів.
Відомий під назвою ФК «Пашинг».

## Єврокубки
| Сезон   | Турнір          | Раунд    | Країна             | Клуб                    | Вдома | В гостях | Рахунок |
| ------- | --------------- | -------- | ------------------ | ----------------------- | ----- | -------- | ------- |
| 2003    | Кубок Інтертото | Р1       | Грузія             | ВІТ Джорджія            | 1–0   | 1–2      | 2–2     |
|         |                 | Р2       | Північна Македонія | Побєда                  | 2–1   | 1–1      | 3–2     |
|         |                 | Р3       | Казахстан          | Тобол (Костанай)        | 3–0   | 1–0      | 4–0     |
|         |                 | Півфінал | Німеччина          | Вердер                  | 4–0   | 1–1      | 5–1     |
|         |                 | Фінал    | Німеччина          | Шальке 04               | 0–2   | 0–0      | 0–2     |
| 2004/05 | Кубок УЄФА      | Q2       | Росія              | Зеніт (Санкт-Петербург) | 3–1   | 0–2      | 3–3     |
| 2005/06 | Кубок УЄФА      | Q2       | Росія              | Зеніт (Санкт-Петербург) | 2–2   | 1–1      | 3–3     |
| 2006/07 | Кубок УЄФА      | 1        | Італія             | Ліворно                 | 0–1   | 0–2      | 0–3     |